# Spyker C12 Zagato
El Spyker C12 Zagato es un automóvil deportivo único del fabricante de automóviles neerlandés Spyker. 
El 6 de marzo de 2007 Spyker mostró el C12 Zagato en el Salón del Automóvil de Ginebra. La empresa de diseño italiana Zagato fue la codiseñadora del C12 Zagato. 

## Mecánica
El Spyker C12 Zagato está equipado con un motor Audi W12 de 5998 cc y 500 CV (368 kW) de potencia. La caja de cambios del C12 Zagato es secuencial de 6 velocidades y la tracción es trasera. 

## Precio y producción
El precio del C12 Zagato iba a ser de 495.000 euros, excluidos los impuestos. Los C12 Zagato inicialmente se iban a entregar a partir de marzo de 2008 y se había planeado fabricar 24 coches, pero finalmente sólo se fabricó uno.

## Prestaciones
El Spyker C12 Zagato puede acelerar de 0 a 100 km/h en 3,8 segundos y alcanzar los 310 km/h de velocidad máxima.